# Luigi Benedetti
Luigi Benedetti (né le 19 mai 1951 à Massa) est un athlète italien spécialiste du sprint. Dans l'ombre de son compatriote Pietro Mennea en individuel, il s'illustre sur relais 4 × 100 mètres avec l'équipe d'Italie, remportant notamment une médaille d'argent européenne et totalisant deux finales olympiques. Il concourait pour le club de l'Atalanta Massa.

## Biographie

### Palmarès
| Date | Compétition                | Lieu     | Résultat | Épreuve   | Performance |
| ---- | -------------------------- | -------- | -------- | --------- | ----------- |
| 1972 | Jeux olympiques d'été      | Munich   | 8e       | 4 × 100 m | 39 s 14     |
| 1973 | Universiade d'été          | Moscou   | 3e       | 4 × 100 m | 39 s 55     |
| 1974 | Championnats d'Europe      | Rome     | 2e       | 4 × 100 m | 38 s 88     |
| 1975 | Jeux méditerranéens        | Alger    | 2e       | 4 × 100 m | 39 s 56     |
| 1975 | Coupe d'Europe des nations | Nice     | 3e       | 4 × 100 m | 39 s 32     |
| 1976 | Jeux olympiques d'été      | Montréal | 6e       | 4 × 100 m | 39 s 08     |

### Records
| Épreuve | Performance | Lieu | Date |
| ------- | ----------- | ---- | ---- |
| 100 m   | 10 s 3      |      | 1973 |